# Simarouba berteroana
Simarouba berteroana är en bittervedsväxtart som beskrevs av Krug & Urban och Urban. Simarouba berteroana ingår i släktet Simarouba och familjen bittervedsväxter. Inga underarter finns listade i Catalogue of Life.